# Pseudorhinoplus cephalotus
Pseudorhinoplus cephalotus är en stekelart som först beskrevs av Gyöö Viktor Szépligeti 1908.  Pseudorhinoplus cephalotus ingår i släktet Pseudorhinoplus och familjen bracksteklar. Inga underarter finns listade i Catalogue of Life.